# Ramunchito
Ramunchito, de son vrai nom Guillaume Vis, est un écarteur landais qui se produisit dans la période 1961-1988. Il reste à ce jour (2016) le plus titré de toute l'histoire de la course landaise.

## Éléments biographiques
Guillaume Vis naît à La Teste-de-Buch (Gironde) le 22 novembre 1945, fils d'Antoine Vis et de Madeleine Haufman.

Avant de se consacrer à la course landaise, Guillaume Vis a surtout pratiqué la boxe et un peu de rugby. 
Il a été proclamé « Apollon Côte Basque » 1966 au Casino de Biarritz.

Jean-Guillaume Vis est décédé le 3 juillet 2014 à Cambo-les-Bains (Pyrénées-Atlantiques), à l'âge de 68 ans.

## Entourage familial
Le père, Antoine Vis, dit Antonio, né en 1895, s'illustra comme raseteur dans le Sud-Est de la France, avant de découvrir la course landaise dans les années 1920. Antonio cessa sa carrière d'écarteur en 1946, et fut titulaire de la médaille de bronze de la reconnaissance de la F.F.C.L. en 1965.
Deux frères de Ramunchito décrochèrent le titre de champion de France des écarteurs : Michel Vis, dit « Michel I », en 1958 et 1959 ; puis Christian Vis, dit « Ramuncho », en 1963 et 1973.

Les sauteurs Jean Vis dit « Balo » et Antonio Vis dit « Miguelito » ainsi que l'écarteur Éric Vis, sont des neveux de Guillaume Vis.

Jean Echeberry mentionne aussi trois autres frères de Guillaume : Jeannot (sauteur chez Labat), Léon et Henri (écarteurs de novilladas), ainsi que deux neveux : Philippe et Valencia, qui s'essayèrent à la course landaise.

## Carrière de l'écarteur
C'est en 1960 que Guillaume Vis tourne son premier écart sous la conduite de son frère aîné Michel. L'année suivante il rejoint la cuadrilla de réserve attachée au ganadero Larrouture, mais il fait de nombreuses apparitions en courses formelles comme remplaçant de blessés, tant qu'à la fin de la temporada 1961, il est classé 13e au classement général des toreros. En 1962, toujours chez Larrouture, il intègre la cuadrilla de formelle dirigée par Marcel Forsans, puis par Tino Labourdette en 1963. Pour la saison 1964, il signe comme sauteur chez le ganadero Labat et se produit surtout dans les courses dites « de plage », pour les estivants.

En 1965, toujours chez Labat, il revient en formelle en tant qu'écarteur, et remporte les concours de Nogaro, d'Orthez, des fêtes de la Madeleine à Mont-de-Marsan, des fêtes de Dax et son premier titre de Champion de France. En 1970 il met au point son double saut d'appel, ainsi que l'écart-tourniquet. Il reste chez Labat jusqu'en 1978, et en 1979 il signe chez le ganadero Linès. En 1981 il revient chez Labat, et en 1985 il repart chez Linès. Il effectue ses deux dernières saisons (1987 et 1988) chez le ganadero Deyris d'Amou,.

## Palmarès
- 11 fois champion de France des écarteurs, en 1965, 1966, 1967, 1968, 1969, 1970, 1971, 1972, 1974, 1975 et 1977.
- Vice-champion de France en 1973 et 1983.
- Champion de Dax: 1965, 1967, 1972, 1977, 1978, 1979, 1985.
- Champion de Mont-de-Marsan : 1965, 1966, 1967, 1968, 1970, 1971, 1972, 1973, 1974, 1976, 1978, 1979, 1987.
- Champion d'Aire-sur-l'Adour : 1966, 1972, 1978.
- Champion de Hagetmau : 1971, 1972, 1987.
- Champion d'Orthez : 1969.
- Champion de Saint-Sever : 1979, 1980.
- Boléro d'Argent : 1975.

### Distinctions
- Médaille d’argent de la Jeunesse et des Sports : 1986[1].
- Médaille d'argent de la reconnaissance de la F.F.C.L. : 1988[8].